# Kabinetsformatie Nederland 2006-'07
Na de Nederlandse Tweede Kamerverkiezingen van 2006 op 22 november 2006 is een kabinetsformatie gestart. Na een verkenning die uitwees dat een kabinet Christen-Democratisch Appèl (CDA), Partij van de Arbeid (PvdA), Socialistische Partij (SP) niet mogelijk was, begonnen op 3 januari 2007 onderhandelingen over een coalitie CDA-PvdA-ChristenUnie. Deze resulteerden in een regeerakkoord, waar de fracties van de drie partijen op 6 februari 2007 mee instemden. CDA-leider Jan Peter Balkenende werd op 9 februari benoemd als formateur en op 22 februari werd het kabinet-Balkenende IV beëdigd door koningin Beatrix.

## Achtergrond
Op basis van de verkiezingsuitslag was er geen meerderheid haalbaar bestaande uit één of twee partijen. Er waren verschillende mogelijkheden om met drie partijen aan een meerderheid van 76 zetels te komen. Een kabinet met vier of meer partijen was onwaarschijnlijk, omdat dit zonder redundante partijen enkel mogelijk was met grote polariteit binnen de coalitie.
Een grote coalitie met aanvullende partijen, ten behoeve van de stevigheid en het evenwicht zoals het kabinet-Den Uyl (vijf partijen waarvan twee extra), zou wel mogelijk zijn geweest. Aan onderstaande coalities zou dan een of twee partijen toegevoegd moeten worden. Een voorbeeld van zo'n grote coalitie in de huidige verhoudingen was: CDA, PvdA, ChristenUnie en GroenLinks (87 zetels). Ook zou een coalitie mogelijk zijn geweest van alle links/progressieve partijen: PvdA, SP, GroenLinks, ChristenUnie, D66, Partij voor de Dieren (76 zetels).

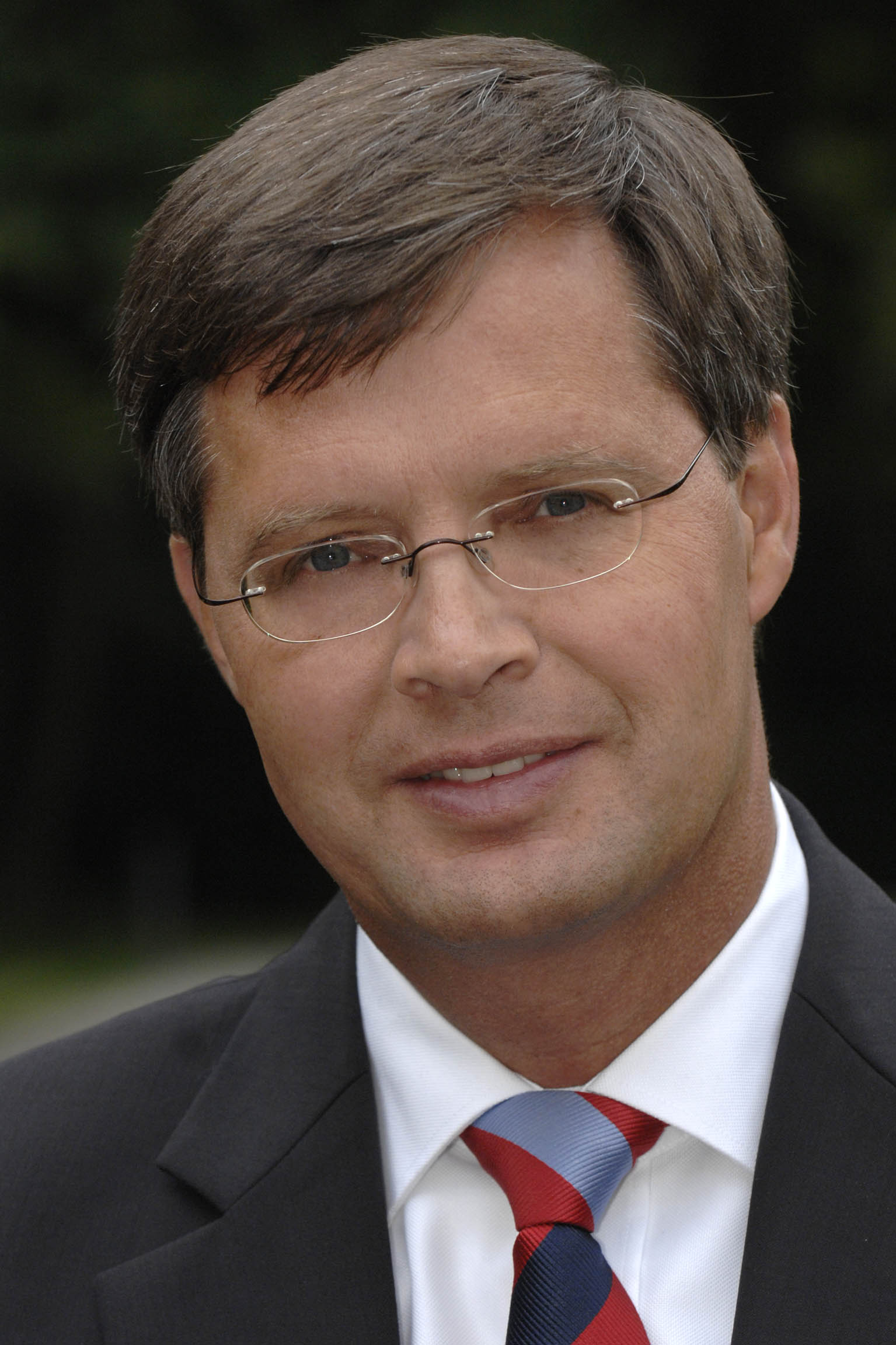
Jan Peter Balkenende.

### Samenstelling Eerste Kamer onzekere factor
De samenstelling van de Eerste Kamer werd op 7 maart 2007 bepaald in de Provinciale Statenverkiezingen 2007. Aangezien een toekomstige regeringscoalitie bij voorkeur een meerderheid in beide kamers zal willen hebben, werd het aanvankelijk mogelijk geacht dat de afsluiting van de formatie pas zou plaatsvinden na deze verkiezingen. De uitslag van de Senaatsverkiezing ontliep die van de Tweede Kamerverkiezingen niet veel en de regeringspartijen behaalden ook daar een meerderheid.

## Informateur Hoekstra
Op vrijdag 24 en zaterdag 25 november hield koningin Beatrix de eerste gesprekken met haar adviseurs (de vicevoorzitter van de Raad van State, Herman Tjeenk Willink en de voorzitters van de Eerste Kamer, Yvonne Timmerman-Buck, en van de Tweede Kamer, Frans Weisglas) en met de nieuw verkozen fractieleiders.
Op zaterdagmiddag 25 november 2006 benoemde zij de CDA-politicus en lid van de Raad van State Rein Jan Hoekstra tot informateur, met als opdracht:
"Op korte termijn onderzoeken welke mogelijkheden op basis van de verkiezingsuitslag aanwezig zijn voor de vorming van een kabinet dat mag rekenen op een vruchtbare samenwerking met de Staten-Generaal."
Hoekstra was eerder informateur, samen met de VVD'er Frits Korthals Altes, tijdens de formatie van het kabinet-Balkenende II.
Na vier dagen van verkennende gesprekken met alle fractieleiders wilde Hoekstra vanaf vrijdag 1 december nagaan of een stabiele meerderheidscoalitie met SP, PvdA en CDA mogelijk was. Op maandag 11 december maakte Hoekstra kenbaar dat deze coalitie niet haalbaar is, omdat de verschillen tussen CDA en SP te groot waren. In 2011 werd via Wikileaks bekend dat de latere PvdA-staatssecretaris in het kabinet-Balkenende IV, Frans Timmermans, in een brief aan de Amerikaanse ambassadeur had geschreven, en daarmee was PvdA-leider Wouter Bos het eens, dat "samenwerking over links grote groepen kiezers uit het midden zou vervreemden, zowel binnen als buiten de PvdA". Daar voegde hij aan toe dat "het onverstandig is om iemand te vertrouwen die ooit communist geweest is" (SP-leider Jan Marijnissen).
Op 12 december begon de informateur aan een tweede ronde gesprekken met de fractievoorzitters.
Op 14 december werd duidelijk dat na de SP ook GroenLinks niet zou meewerken aan een kabinet met het CDA. Volgens Halsema zou GroenLinks in een kabinet met het CDA in de verdrukking zijn gekomen en de rol van 'bijwagentje' hebben gekregen. Ook vond zij dat het programma en het gedachtegoed van GroenLinks te veel afwijkt van het CDA.
In deze week werd de formatie overschaduwd door een conflict tussen een Kamermeerderheid en het demissionaire kabinet-Balkenende III. Op 13 december nam de Tweede Kamer een motie van afkeuring tegen minister Verdonk van Vreemdelingenzaken aan, omdat zij weigerde de uitzetting van uitgeprocedeerde asielzoekers op te schorten. De VVD dreigde met het opstappen van alle ministers van deze partij. Het kabinet besloot op 14 december tot een portefeuille-wisseling, waarbij minister Hirsch Ballin van Justitie de verantwoordelijkheid voor het vreemdelingenbeleid overnam van Verdonk, die in ruil daarvoor jeugdbescherming, preventie en reclassering terugkreeg.
Vanaf 15 december werd de combinatie CDA-PvdA-ChristenUnie onderzocht. Op maandagmiddag 18 december ontving de informateur de fractievoorzitters van deze drie partijen voor een gezamenlijk gesprek. Diezelfde avond bracht informateur Hoekstra verslag uit bij de koningin, waarbij hij adviseerde om Herman Wijffels (CDA) te benoemen tot informateur om met CDA, PvdA en ChristenUnie te gaan onderhandelen.
Op dinsdag 19 december debatteerde de Tweede Kamer over deze eerste fase van de kabinetsformatie.

## Informateur Wijffels

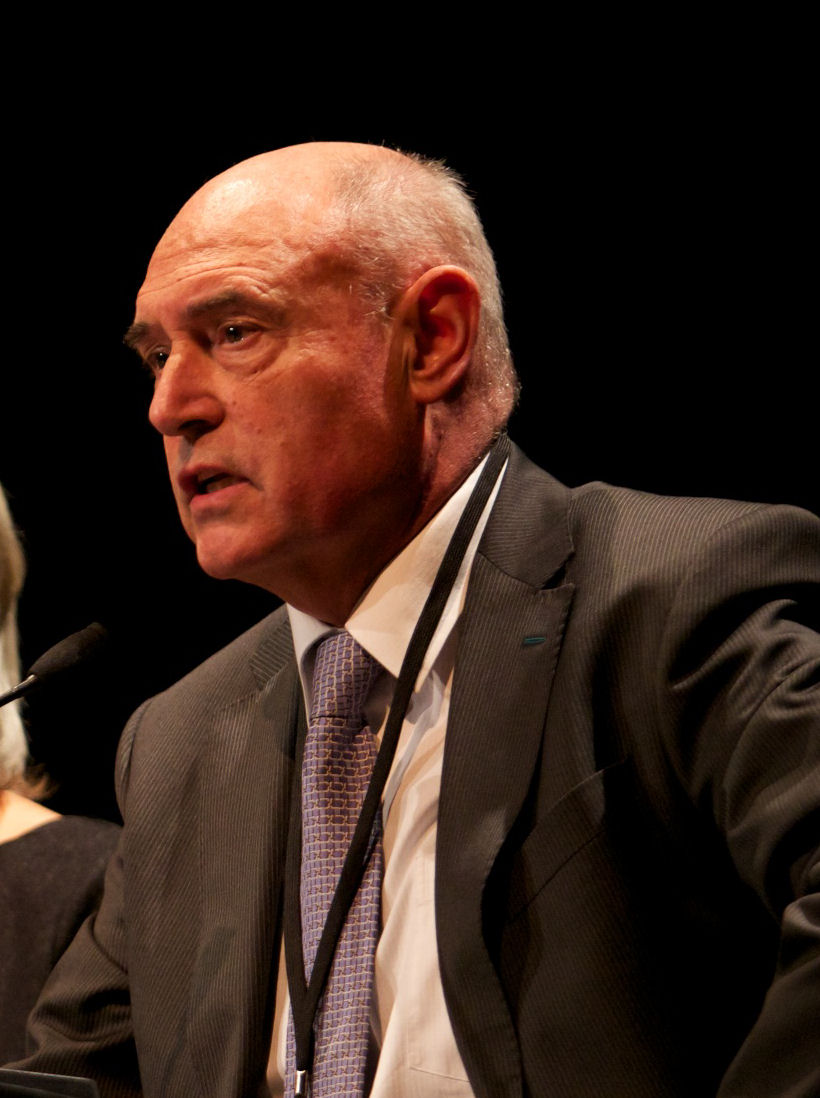
Informateur Herman Wijffels.

Op woensdag 20 december benoemde koningin Beatrix Herman Wijffels tot informateur, met als opdracht:
"Een onderzoek in te stellen naar de mogelijkheid van de spoedige totstandkoming van een kabinet van CDA, PvdA en ChristenUnie."
Op 21 december had Wijffels een eerste gesprek met de drie fractievoorzitters: Jan Peter Balkenende (CDA), Wouter Bos (PvdA) en André Rouvoet (ChristenUnie), waarbij ze afspraken dat de daadwerkelijke onderhandelingen op 3 januari 2007 zouden beginnen. Deze begonnen op een geheime locatie, die De Telegraaf onmiddellijk onthulde als het koetshuis van het landgoed Lauswolt in het Friese Beetsterzwaag. De onderhandelaars hadden alle drie een secondant meegenomen: Maxime Verhagen (CDA), Jacques Tichelaar (PvdA) en Arie Slob (CU).
Op vrijdag 5 januari vertelden Balkenende, Bos en Rouvoet dat ze verder gingen praten over de kabinetsformatie en dat ze voor de Provinciale Statenverkiezingen van 7 maart een nieuw kabinet wilden hebben.
Op 8 en 9 januari praatten de onderhandelaars hun fracties bij. De formatie ging vanaf 10 januari verder op het Catshuis buiten Den Haag.
Van 17 tot 19 januari vond er overleg plaats op landgoed De Zwaluwenberg in Hilversum. Op 22, 24, 25 en 26 januari werd weer in het Catshuis vergaderd, waarbij er zodanig "goede vorderingen" werden gemaakt, dat de informateur verwachtte dat een concept-regeerakkoord aan de fracties kon worden voorgelegd tegen het einde van de volgende week. Op 2 februari meldden bronnen in Den Haag dat men het eens was over de verdeling van ministersposten: die zou 8-6-2 worden (acht CDA-ministers, zes PvdA en twee ChristenUnie). Op maandag 5 februari kregen de fracties de tekst van het concept-akkoord, waar ze na enkele aanpassingen op 6 februari mee instemden.
Op donderdag 8 februari debatteerde de Tweede Kamer met informateur Wijffels, op verzoek van de coalitie-fracties en tegen de zin van de voltallige oppositie, die liever met het nieuwe kabinet in debat wilde bij de regeringsverklaring. Op vrijdag 9 februari bracht Wijffels eindverslag uit bij de koningin, waarna zij – zoals verwacht – Balkenende tot formateur benoemde.

### Regeerakkoord
Het regeerakkoord, met als motto "Samen werken, samen leven", bevat de volgende elementen:
- De hypotheekrenteaftrek blijft ongewijzigd.
- Mensen met een aanvullend pensioen van meer dan 18.000 euro die voor hun 65ste stoppen, gaan vanaf 2011 zelf meebetalen aan hun AOW. Mensen die doorwerken tot de pensioenleeftijd hoeven niet mee te betalen; wie na zijn 65ste blijft werken, krijgt juist belastingvoordeel.
- Het ontslagrecht wordt niet versoepeld.
- Regelgeving omtrent abortus, euthanasie en homohuwelijk blijft ongewijzigd.
- In 2011 willen de partijen een begrotingsoverschot realiseren van 1% BBP.
- De voorgestelde liberalisering van huren wordt teruggedraaid.
- Er wordt geïnvesteerd in onderwijs (1 miljard) en de aanpak van achterstandswijken.
- De no-claim in de zorg verdwijnt. De pil en tandartscontrole komen terug in het basispakket.
- Er komt meer geld voor het milieu (800 miljoen). De belasting op vervuiling gaat omhoog. Milieu zal door een minister worden gedaan, niet meer door een staatssecretaris.
- Kinderopvang wordt niet gratis, er wordt wel extra geld voor uitgetrokken (750 miljoen).
- Er komen minder ambtenaren, wat 750 miljoen euro op zou leveren.
- Er komt een pardonregeling voor asielzoekers die al voor 2001 in Nederland waren.
- In 2011 moet de horeca rookvrij zijn.
- Nederland blijft deelnemen aan de Joint Strike Fighter.
- De Raad van State wordt gevraagd of een nieuw referendum omtrent de Europese Grondwet noodzakelijk zal zijn.
- Er komt geen parlementair onderzoek naar de Nederlandse steun aan de invasie van Irak.

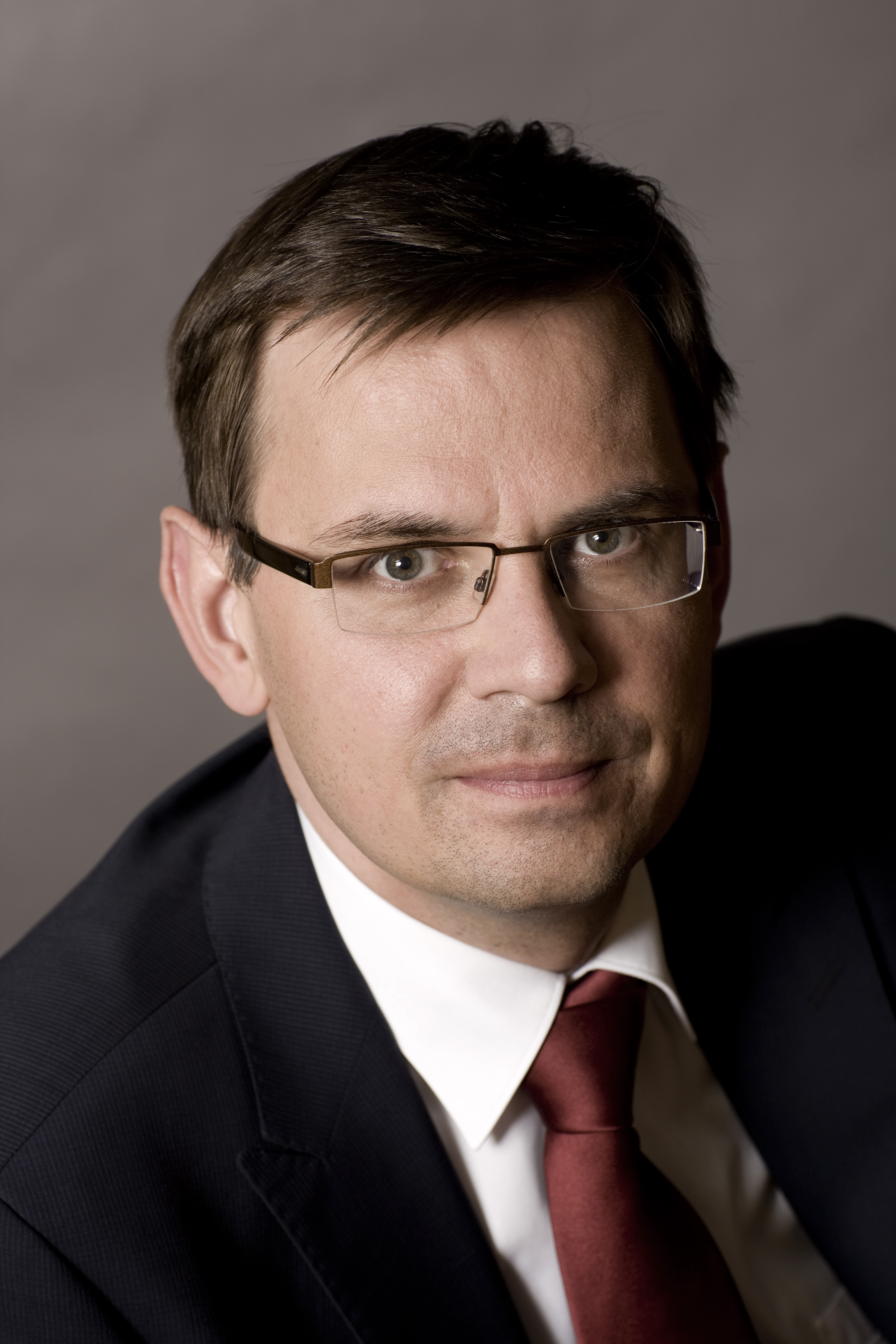
André Rouvoet.

## Formateur Balkenende
Op 6 februari 2007 maakten Wouter Bos en André Rouvoet bekend dat zij als vicepremier zullen toetreden tot het nieuwe kabinet-Balkenende IV.
Op vrijdag 9 februari benoemde koningin Beatrix Jan Peter Balkenende tot formateur, met als opdracht om op de kortst mogelijke termijn een kabinet te vormen van CDA, PvdA en ChristenUnie. Balkenende had eerder gezegd dat hij daar twee weken voor nodig dacht te hebben.
Op 12 februari werd een akkoord bereikt over de verdeling van de ministersposten. Op 13 februari werden de namen van alle ministers en staatssecretarissen bekend; zie hiervoor kabinet-Balkenende IV.
Op donderdagmiddag 22 februari beëdigde de koningin het nieuwe kabinet, na het constituerend beraad op donderdagochtend.

## Nasleep
Beoogd CDA-fractievoorzitter Joop Wijn verliet na het tot stand komen van het regeerakkoord de politiek, naar verluidt omdat hij niet zou worden gevraagd voor een ministerspost.